# جورج بيكون
جورج بيكون (بالإنجليزية: George Bacon)‏ هو جندي أمريكي، ولد في 4 أغسطس 1946، وتوفي في 14 فبراير 1976.